# Carmen Valido Pérez
Carmen Valido Pérez, née le 14 juillet 1963, est une femme politique espagnole membre de Podemos.
Elle est élue députée de la circonscription de Las Palmas lors des élections générales de juin 2016.

## Biographie

### Études et profession
Elle réalise ses études à l'université de Las Palmas de Gran Canaria et à l'université catholique San Antonio de Murcie. Elle obtient son diplôme en travaux publics et constructions civiles en 1995. En décembre 2011, elle obtient également une licence en constructions civiles de l'université San Antonio.
Elle intègre le corps des ingénieurs de la communauté autonome des îles Canaries en 1997 et est affectée à l'Agence de protection du milieu urbain et naturel. Durant son parcours professionnel, elle est élue déléguée du personnel.

### Activités politiques
Membre du conseil insulaire de Podemos, elle est investie en deuxième position sur la liste présentée dans la circonscription de Las Palmas et conduite par Meri Pita,. Élue au Congrès des députés, elle est choisie comme porte-parole adjointe à la commission de la Défense, à celle de l'Équipement et à celle des Finances et de la Fonction publique. En avril 2018, elle est désignée porte-parole titulaire à la commission d'enquête relative à l'accident du vol 5022 Spanair.